# Blepisanis holonigra
Blepisanis holonigra är en skalbaggsart som först beskrevs av Stefan von Breuning 1955.  Blepisanis holonigra ingår i släktet Blepisanis och familjen långhorningar. Inga underarter finns listade.